# Gyüre megállóhely
Gyüre megállóhely egy Szabolcs-Szatmár-Bereg vármegyei vasúti megállóhely, Gyüre településen, a MÁV üzemeltetésében. A megállóhely jegypénztár nélküli, nincs jegykiadás. 2008 őszén tűzeset miatt leégett az állomásépület, 2010. januárjáig a maradványokat lebontották.
A község központjának délnyugati részén helyezkedik el, közúti elérését a 4115-ös útból kiágazó 41 317-es számú mellékút (Vasút utca) biztosítja.

## Vasútvonalak
Az állomást az alábbi vasútvonalak érintik:
- Mátészalka–Záhony-vasútvonal

## Kapcsolódó állomások
A vasútállomáshoz az alábbi állomások vannak a legközelebb:
- Kisvarsány megállóhely (Mátészalka–Záhony-vasútvonal)
- Aranyosapáti megállóhely (Mátészalka–Záhony-vasútvonal)

## Forgalom
| Járat        | Útvonal | Gyakoriság   |
| ------------ | --- | ------------ |
| személyvonat | Tiborszállás – Nagyecsed – Nyírcsaholy – Mátészalka – Ópályi – Nagydobos – Vitka – Vásárosnamény – Kisvarsány – Gyüre – Aranyosapáti – Újkenéz – Tornyospálca – Mándok – Eperjeske alsó – Záhony | 2-4 óránként |